# تكية جويبارة إي
تكية جويبارة إي (بالفارسية: تکیه جویباره‌ای) هي تكية شيعية تاريخية تعود إلى السلالة الصفوية، ونقع في أصفهان.